# Vehmaa
Vehmaa este o comună din Finlanda.